# Groupe symplectique
En mathématiques, le terme groupe symplectique est utilisé pour désigner deux familles différentes de groupes linéaires. On les note Sp(2n, K) et Sp(n), ce dernier étant parfois nommé groupe compact symplectique pour le distinguer du premier. Cette notation ne fait pas l’unanimité et certains auteurs en utilisent d’autres, différant généralement d’un facteur 2. La notation utilisée dans cet article est en rapport avec la taille des matrices représentant les groupes.

## Définition
Un groupe symplectique est un sous-groupe du groupe général linéaire laissant invariante une forme bilinéaire alternée.
De façon plus abstraite, sur un corps commutatif K de caractéristique différente de 2, le groupe symplectique de degré 2n, noté Sp(2n, K), peut être défini comme l'ensemble des automorphismes d'un K-espace vectoriel symplectique E de dimension 2n, c'est-à-dire des transformations linéaires bijectives de l'espace vectoriel E préservant une forme bilinéaire non dégénérée antisymétrique fixée.

## Généralités
Sp(2n, K) est le groupe des matrices symplectiques 2n×2n à coefficients dans K, muni de la multiplication matricielle. Comme toutes les matrices symplectiques ont pour déterminant 1, le groupe symplectique est un sous-groupe du groupe spécial linéaire SL(2n, K).
Si n = 1, la condition symplectique sur une matrice est satisfaite si et seulement si son déterminant est égal à 1, si bien que Sp(2, K) = SL(2, K). Pour n > 1, d’autres conditions s’y ajoutent.
Typiquement, le corps K est le corps des nombres réels ℝ ou des nombres complexes ℂ. Dans ce cas, Sp(2n, K) est un groupe de Lie réel ou complexe, de dimension réelle ou complexe n(2n + 1). Ces groupes sont connexes mais pas compacts. Sp(2n,ℂ) est simplement connexe tandis que Sp(2n,ℝ) possède un groupe fondamental isomorphe à Z.
L’algèbre de Lie de Sp(2n, K) est donnée par l’ensemble des matrices 2n×2n réelles ou complexes A satisfaisant :
{\displaystyle JA+A^{T}J=0}
où AT est la transposée de A et J est une matrice antisymétrique, par exemple 
{\displaystyle J={\begin{pmatrix}0&I_{n}\\-I_{n}&0\\\end{pmatrix}}.}

## Groupes symplectiques quaternioniens

### Groupes symplectiques compacts

#### Définitions et propriétés
Le groupe symplectique Sp(n) est le sous-groupe du groupe GL(n,ℍ) des matrices quaternioniques inversibles préservant la forme hermitienne standard sur ℍn :
{\displaystyle \langle x,y\rangle ={\bar {x}}_{1}y_{1}+\cdots +{\bar {x}}_{n}y_{n}}
C’est-à-dire que Sp(n) est simplement le groupe unitaire quaternionique U(n,ℍ). Il est d’ailleurs parfois appelé groupe hyperunitaire. Sp(n) n’est pas un groupe symplectique au sens de la section précédente : il ne préserve pas une forme antisymétrique sur ℍn (en fait, une telle forme n’existe pas).
Sp(n) est un groupe de Lie de dimension n(2n + 1). Il est compact, connexe et simplement connexe. L’algèbre de Lie de Sp(n) est donnée par l’ensemble des matrices quaternioniques n×n satisfaisant
{\displaystyle A+A^{\dagger }=0}
où {\displaystyle A^{\dagger }} est la transconjuguée de A.

### Relations entre les groupes symplectiques
La relation entre les groupes Sp(2n,ℝ), Sp(2n,ℂ) et Sp(n) est la plus évidente au niveau de leur algèbre de Lie. Les algèbres de Lie de ces trois groupes, considérés comme groupes de Lie réels, partagent la même complexification. Dans la classification des algèbres de Lie simples de Cartan, cette algèbre est notée Cn.
L’algèbre de Lie complexe Cn est juste l’algèbre sp(2n,ℂ) du groupe de Lie complexe Sp(2n,ℂ). Cette algèbre possède deux formes réelles différentes :
- la forme compacte, sp(n), qui est l’algèbre de Lie de Sp(n),
- la forme normale, sp(2n,ℝ), qui est l’algèbre de Lie de Sp(2n,ℝ).

Comparaison des groupes symplectiques :
|          | Matrices | Groupe de Lie | Dim/ℝ      | Dim/ℂ     | Compact | π1 |
| -------- | -------- | ------------- | ---------- | --------- | ------- | -- |
| Sp(2n,ℝ) | ℝ        | réel          | n(2n + 1)  | –         |         | ℤ  |
| Sp(2n,ℂ) | ℂ        | complexe      | 2n(2n + 1) | n(2n + 1) |         | 1  |
| Sp(n)    | ℍ        | réel          | n(2n + 1)  | –         | x       | 1  |